# Schönberg am Kapellenberg
Schönberg am Kapellenberg (auch: Schönberg) ist ein Ortsteil der Gemeinde Bad Brambach im Oberen Vogtland im äußersten Südwesten Sachsens und ist die südlichste Ortschaft in Sachsen.
Hauptsehenswürdigkeit des Ortes ist das Schloss derer von Reitzenstein, das sich in Privatbesitz befindet.

## Geografie

### Lage

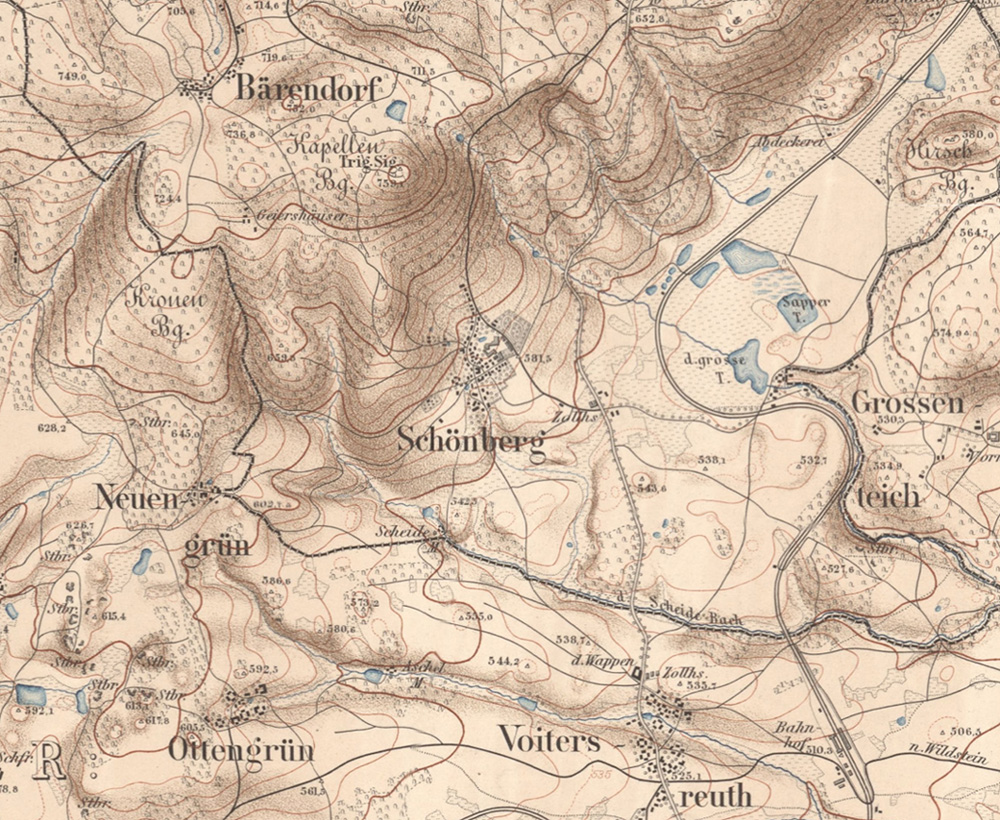
Schönberg auf einer Karte von 1877

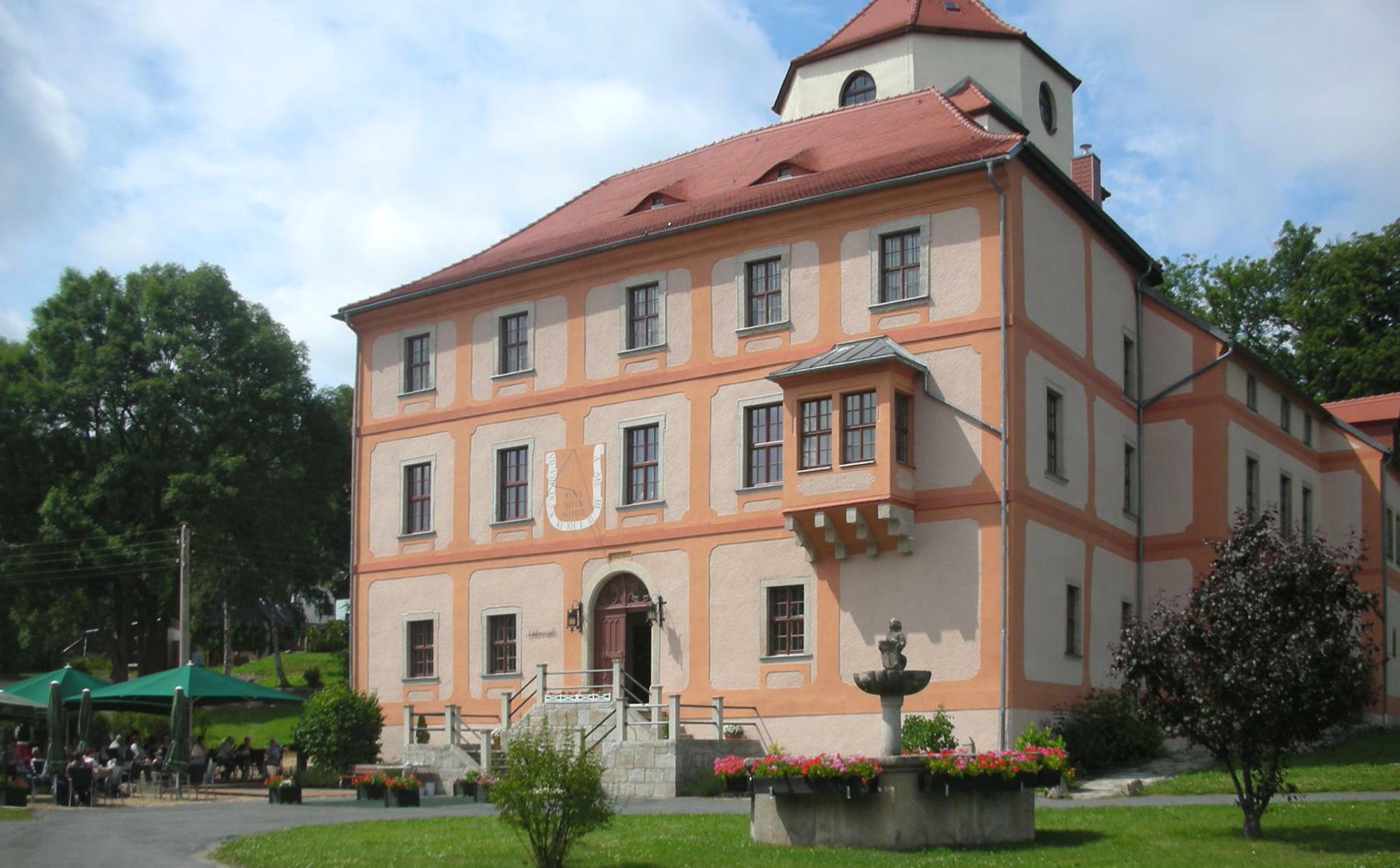
Schloss Schönberg 2009

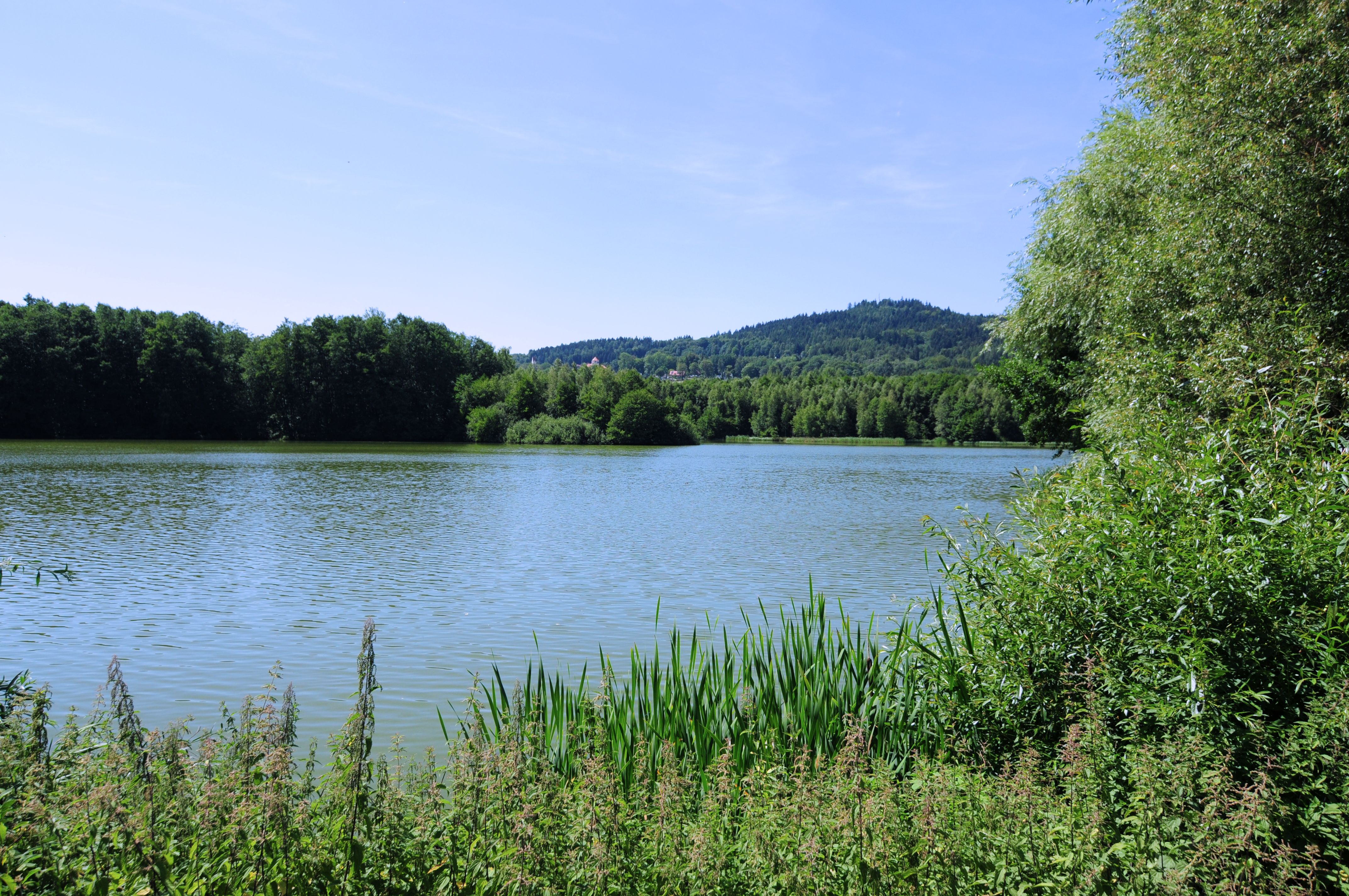
Der Große Teich, Blick nach Schönberg

Schönberg liegt als einziger sächsischer Ort am südlichen Abhang des Elstergebirges mit Blick über das gesamte Egerland unmittelbar an der Grenze zu Tschechien. Er ist der südlichste Ort Sachsens und war die südlichste Gemeinde der DDR. Er befindet sich direkt unterhalb des Kapellenbergs. In Ortsnähe führte die alte Poststraße von Plauen nach Eger vorbei, jetzt Bundesstraße 92 bzw. Europastraße 49.

### Umgebung
Östlich der Ortschaft und nahe der Häusergruppe Großenteich an der deutsch-tschechischen Staatsgrenze befindet sich die Gruppe der Schönberger Teiche. Die Teichlandschaft ist überwiegend von moorigen Verlandungszonen und Waldungen umgeben und erhalten ihr Wasser von kleinen Bächen, die ihnen aus westlicher, nördlicher und nordöstlicher Richtung zufließen. Es handelt sich um folgende größere Wasserflächen:
- Großer Teich
- Sapperteich
- Neuer Tiefer Teich
- Ziegelteich.

Der Abfluss erfolgt über den Großenteichbach in Richtung Skalná zum Sázek (Soosbach) auf tschechischem Gebiet.
Weitere Teichanlagen mit dem früheren Bärenteich, an den nur noch eine gleichnamige Häusergruppe erinnert, lagen nordöstlich der Schönberger Teiche zwischen Buchberg und Hirschberg (583,4 m). Hier sind in der Landschaft noch Reste von Dämmen erkennbar.

## Geschichte

### Das Schloss
Das erstmals 1261 als Rittersitz in einer Wasserburg erwähnte spätere Schloss kam 1485 an die Freiherren von Reitzenstein, in deren Besitz es 460 Jahre blieb. Das zugehörige Rittergut entwickelte sich zum sechstgrößten im Vogtland. Der Bau in seiner heutigen Form geht – außer dem achteckigen Wartturm von 1485 in seiner Mitte – auf das Jahr 1685 zurück. Nach der Enteignung 1945 wurde das Schloss für verschiedene kommunale Zwecke genutzt und verfiel mehr und mehr. Seit 1994 ist es wieder in Privatbesitz und wurde aufwändig saniert.

### Das Dorf
Der Ortsname leitet sich von „Ort am schönen Berg“ ab, womit der Kapellenberg gemeint ist, der nach der Kapelle St. Ursula am Osthang benannt ist. Das sich um das Gut entwickelte Dorf ist von der Anlage her ein Gassengruppendorf mit teilweise waldhufenähnlicher Block- u. Streifenflur. Seine Fläche betrug im Jahre 1900 850 Hektar. Der Ort gehörte bis ins 19. Jahrhundert zum Amt Voigtsberg.
Am 7. und 9. August 1822 besuchte Johann Wolfgang von Goethe in Begleitung des Egerer Polizeirates Grüner den Schönberger protestantischen Pfarrer Anton Martius (1794–1876). Dieser war ein begeisterter Naturforscher und zog Goethe besonders durch seine Mineraliensammlung der Gegend und seine Kenntnisse über den Kammerbühl bei Franzensbad an. Goethes Aufmerksamkeit erregte auch eine zahme Ringelnatter, die der Pfarrer besaß. Martius war eine schillernde Persönlichkeit. Er trat später zum Katholizismus über.
Die jetzige Kirche in Schönberg mit dem seitlich angestellten Turm ist ein Bau des Leipziger Architekten Julius Zeißig von 1910/1911, der an der Stelle der vorherigen Kirche errichtet wurde, die zwei unterschiedlich große Dachreitertürme besaß.
In den 1950er Jahren trug der Ort – wohl wegen der nahen Grenze zur ČSSR – den Beinamen „Dorf des Friedens“.
| Jahr      | 1834 | 1871 | 1890 | 1910 | 1925 | 1939 | 1946 | 1950 | 1964 | 1990 | 2011 |
| Einwohner | 500  | 594  | 470  | 398  | 399  | 419  | 563  | 514  | 367  | 258  | 201  |

Im Jahre 1994 wurde der Ort freiwillig nach Bad Brambach eingemeindet.

### Schönberger Säuerling

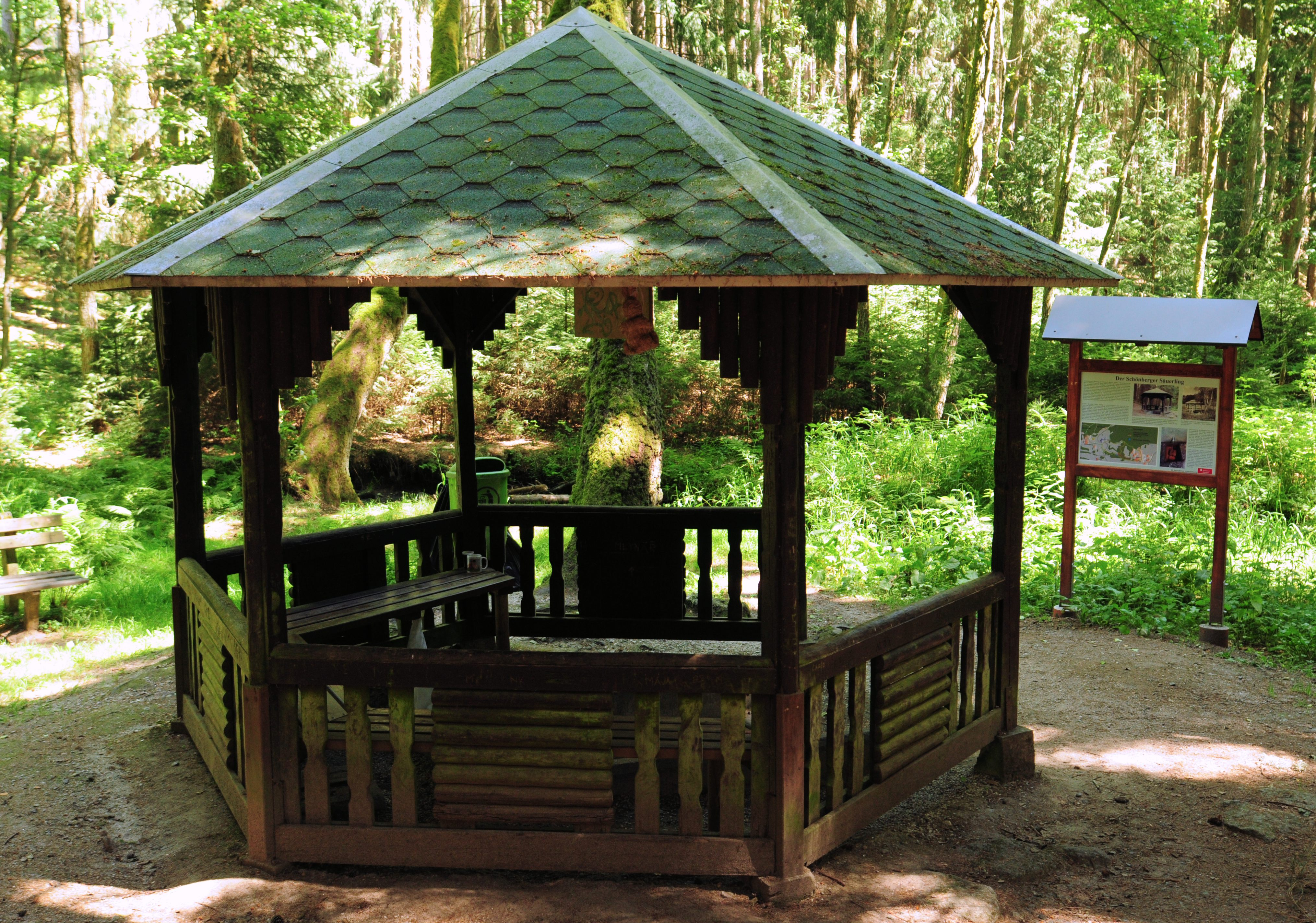
Pavillon über der Quellfassung

Der Schönberger Säuerling (volkstümlich: Saaling) ist eine Mineralquelle auf dem Gebiet der Gemarkung Schönberg (50° 10′ 28″ N, 12° 20′ 4″ O). Nach einem Bericht des Arztes Georg Leisner von 1669 aus Plauen gab es in seiner Nähe, aber auf böhmischer Seite, bereits eine Quellennutzung durch Kurgäste aus Franzensbad. Das sächsische Quellgebiet mit drei Austrittsstellen wurde um 1700 von einem Schneider aus Schönberg entdeckt und auf Betreiben des Rittergutsbesitzers Georg Christoph von Reitzenstein nach einer Besichtigung durch den Bergrat Ehrenfried Tittmann vom Voigtsberger Bergamt zwischen 1716 und 1717 zu einem Brunnen vereinigt. Nach einer 1961 vom ehemaligen Institut für Kur- und Bäderwesen in Bad Elster angefertigten Wasseranalyse ist der Brunnen ein Natrium-Hydrogencarbonat-Sulfat-Säuerling mit dem höchsten Kohlendioxid-Gehalt aller vogtländischen Mineralquellen. Historische Beschreibungen der Quelle sind vom Dresdner Hofarzt Kretschmar (1752) und vom Freiberger Chemiker Wilhelm August Lampadius (1812) bekannt. Im 18. Jahrhundert besuchten gelegentlich Kurgäste aus Franzensbad den Säuerling, jedoch konnte sich hier kein regelmäßiger Kurbetrieb entwickeln. Seine wenig vorteilhafte Erreichbarkeit in einem abgelegenen Waldstück an der sächsisch-böhmischen Grenze sowie die fehlende Unterstützung vom damaligen sächsischen Staat zu seiner Entwicklung wegen der mit Böhmen strittigen Grenzziehung bewirkten seine geringe Bekanntheit. Das Brunnenwasser floss lange Zeit aus einem hölzernen Rohr in den Grenzbach. Seit 1932 besteht für die Trinkquelle eine Quellfassung aus Beton und 1955 kam es zur Errichtung des ihn schützenden Pavillons aus Birkenstämmen. Zu dieser Zeit befand sich um den Brunnen herum eine Wiesenlichtung. Heute (2018) umgibt ihn ein Waldgelände. Auf tschechischer Seite ist der Talhang mit dem Flurnamen U Kyselky bezeichnet, was auf Deutsch „an den Quellen“ bedeutet.

## Verkehr
Durch Schönberg führt die Bundesstraße 92. Im Ort befindet sich der Grenzübergang zur Tschechischen Republik.
Zwischen 1912 und 1945 besaß der Ort mit dem Haltepunkt Schönberg (b Bad Brambach) eine Bahnstation an der Bahnstrecke Plauen–Cheb. Die Anlagen der südlichsten Bahnstation Sachsens umfassten lediglich einen hölzernen Warteraum, zwei Bahnsteige und einen Freiabtritt. Der Haltepunkt, der sich zwischen den tschechischen Stationen Plesná (Fleißen Böhm) und Vojtanov (Voitersreuth) befand, wurde 1945 aufgelassen, die Wartehalle wurde bis Anfang der 1980er Jahre noch durch die Bahnmeisterei genutzt.
Schönberg ist mit der vertakteten RufBus-Linie 35 des Verkehrsverbunds Vogtland an Bad Brambach angebunden. Am dortigen Bahnhof besteht Umsteigemöglichkeit zur Vogtlandbahn RB2 nach Plauen und Zwickau.